# 라인하르트 폰 로엔그람
라인하르트 폰 로엔그람(일본어: ラインハルト·フォン·ローエングラム; 독일어: Reinhard von Lohengramm, 우주력 776년 3월 14일 ~ 801년 7월 25일)은 은하영웅전설에 나오는 은하제국 쪽 주인공이다. 본래 성(姓)은 뮈젤(ミューゼル; Müsel)이었다.

## 약력
우주력 776년(제국력 467년) 3월 14일 은하제국의 수도별 오딘에서 하급 귀족 세바스티안 폰 뮈젤의 장남으로 태어났다.
어릴 적에 사고로 어머니(클라리벨 폰 뮈젤)를 여의고, 5살 연상인 누나 안네로제 폰 뮈젤(Annerose von Müsel)의 보살핌을 받으며 자랐다. 부친이 재산을 탕진하고 변두리로 이주하게 되었다. 그곳에서 유일무이한 친구이자, 후에 동지가 되는 지크프리트 키르히아이스(Siegfried Kircheis)와 만나, 소년 시절을 보낸다.
10살 때, 안네로제가 궁내성 공무원의 눈에 띄었고, 황제 프리드리히 4세의 후궁으로 간택되어 궁에 들어간다. 라인하르트는 누나를 빼앗아간 골덴바움 왕조와 황제를 격렬하게 증오하면서 문벌 귀족의 전횡과 제국의 현체제에 의문을 가지게 된다. 그리고 누나를 되찾기 위해 골덴바움 왕조를 쓰러뜨리고 제국의 현 체제를 바꾸겠다는 결심을 한다. 이 결의를 알게 된 키르히아이스도 거기에 뜻을 같이 하게 된다. 가장 빨리 권력을 잡기 위한 방법으로 군인이 되는 길을 선택하고, 그 둘은 제국군 유년 학교에 입학한다. 유년 학교를 졸업한 후에는 통상적으로는 준위에 임관하지만, 라인하르트는 특별 대우를 받아 소위 계급부터 군 경력을 시작한다.
첫 임무는 그가 바라고 있던 우주 함대 근무가 아니라, 행성 카프체란카에서의 지상전 임무였다. 그 후 중위 계급으로 구축함 하메룬 II의 항해장을 맡았고, 대위 계급으로 오딘의 군무성에서 근무하였다. 제5차 이제르론 공방전에서는 소좌(소령) 계급으로 구축함의 함장을 맡았고, 중령 계급으로 순항함 헤이슈리히 엔첸의 함장을 맡다가, 대령으로 헌병대에 근무하였다. 준장으로 반플리트 회전에 참가하여, 제3차 티아매트 회전에서는 중장으로, 제4차 티아매트 회전에서는 대장으로서 싸웠다. 참가한 싸움에서는 천부적인 재능을 발휘하여 수많은 군사적 공적을 쌓으며, 20세의 나이로 상급대장이 되었고, 단절되었던 로엔그람 백작가의 가명을 하사받는 이례적 출세를 하였다. 또한, 그 과정에서, 나중에 그의 신하가 되는 우수한 인재들을 만나게 되었다. 그러나 그의 누나가 황제의 총애를 받기 때문에 그러한 출세를 하게 되었다는 시기를 받으며, 문벌 귀족이나 군 상층부로부터 '치마 속의 대장'이라는 야유를 받기도 한다.
주산나 폰 베네뮌데(Sussanna von Beenemünde) 후작 부인이나 플레겔(Flegel) 남작 등의 반대세력에게 표적이 되어 몇 번이나 절체절명의 위기에 빠지기도 하지만, 키르히아이스 등의 활약으로 목숨을 지킬 수 있었다.
아스타테 회전에서의 공적으로 제국 원수, 우주함대 부사령장관에 임명되고, 암릿처 회전에서의 공적으로 우주함대 사령장관에 임명되며 후작 작위를 하사받으며 착실하게 군의 실권을 장악해 나간다. 립슈타트 전쟁에서는 제국군 3장관을 겸하는 제국군 최고사령관이 되어 문벌 귀족 세력을 타도한다. 문벌 귀족과의 전투 중, 그의 과실로 인해 오랜 친구였던 키르히아이스를 잃는다. 한때는 망연자실한 상태가 되지만 회복한 후, 은하를 손에 넣겠다는 다짐을 한다. 이후 제국 재상 리히텐라데 공작을 제거하고 스스로 제국 재상을 겸임하여, 어린 황제를 대신하여 사실상의 지배자가 된다.
그 후 라그나로크 작전을 실행해  페잔 자치령을 병합하고 자유행성동맹을 제압하고 수도 오딘에서 우주력 799년(제국력 490년, 신제국력 1년), 골덴바움 왕조부터 황제 자리를 선양(사실상 찬탈에 가깝다.)를 받아 23세의 나이로 로엔그람 왕조를 세우고 초대 황제 라인하르트 1세로 즉위한다.
동맹수도 하이네센에 헬무트 렌넨캄프를 고등판무관으로 파견하지만, 그는 양 웬리의 책략에 빠져 수치심으로 자살하고, 이를 명분으로 동맹을 재침공(2차 라그나로크 작전)해 완전히 병합해버린다.
동맹을 병합했지만 양 웬리 함대는 엘 파실 성계로 도주해 엘 파실 혁명정부군이 되고, 그들이 이제르론 요새를 점령하자 라인하르트가 이끄는 제국군은 이제르론 회랑에서 양 웬리 함대와 회전을 벌인다. 하지만 승부는 라인하르트의 병으로 인해 제국군이 철수해 무승부가 되고, 양 웬리는 회전뒤 황제와 회담을 하러 이동하던 중 지구교에 의해 암살을 당한다. 그 후 엘 파실 혁명정부는 해산되었지만 남은 양 웬리 함대는 이제르론 요새에서 이제르론 공화정부를 결성해 제국에 저항한다.
제국군과 공화정부군은 시바 성역에서 회전을 벌이는데, 이때 공화정부군의 사령관이었던 율리안 민츠가 라인하르트와 회담을 해 전투는 종료된다. 그 후 바라트 성계를 이제르론 공화정부에 넘겨주는 대신 이제르론 요새를 돌려받아 전 은하의 통일을 이룬다. 라인하르트 1세는 전 은하를 통일했지만 자신의 병으로 사망한다.

## 가족
가족은 아내(힐더), 장남(알렉산더 지그프리트), 누나(안네로제)가 있는데, 평생에 걸쳐 가족으로 생각해온 사람은 안네로제와 키르히아이스 뿐이라고 할 수 있다. 어릴 적에 죽은 모친 클라리 벨에 대한 기억은 거의 없고, 누나를 후궁으로 들이며 돈을 받은 아버지 세바스찬을 평생 용납하지 않았다. 라인하르트는 부모를 가족으로 생각하지 않았으며, 친구였던 키르히아이스를 가족의 한 명으로서 생각하고 있었다. 라인하르트나 안네로제는 종종 키르히아이스를 라인하르트의 형제인 것처럼 대하고 있다.
본인은 자각하지 않고 있지만 상당한 시스터 컴플렉스를 가지고 있다. (한편 키르히아이스는, 안네로제가 황제의 후궁이 되지 않고 보통의 청년과 사랑에 빠졌다면, 키르히아이스 자신이 그것을 받아 들여졌을 것인가하고 생각하는 장면이 나온다.)
아내(황비)인 힐더는, 진정한 의미의 가족이 될 수 있는 시간이 부족했다. 라인하르트는 취미 등 다른 관심사가 전무한 인물로서 정치와 군사가 그의 전부였는데, 그런 그가 힐더에게 정치나 군사에 대해 상담을 하는 것은 서투른 라인하르트가 아내에 대해 응석을 부리는 것이었을지도 모른다. 라인하르트는 "황비가 짐(황제 자신)보다 정치가로서의 식견이 훨씬 풍부하다."라고 하였는데, 그것은 라인하르트가 할 수 있는 최고의 마누라 자랑 이야기가 아니었는가 하고, 율리안이 술회한 바 있다. 한편, 힐더도 비서였던 당시에 라인하르트를 염려하여, 비서의 몫을 넘어서는 조언을 라인하르트에게 하고 있다. 다른 사람으로서는 가족으로서의 애정, 남녀로서의 연애라고 할 수 있는지를 의심을 받는 입장이지만, 사생활에 대해 서투른 두 사람에게 있어서 그것이 나름의 애정 표현, 연애의 형태였을지도 모른다. 라인하르트는 힐더의 앞에서 자신을 추스르지 못하고 격한 감정을 드러내기도 하는 등, 무의식 중에 힐더에게 응석을 부리는 것 같은 모습을 볼 수 있다.

## 성우
1992년에 대원동화에서 출시된 비디오에서 라인하르트 역은 고 장세준 씨가 맡았다.

## 같이 보기
- 은하영웅전설
- 은하영웅전설 등장인물
- 양 웬리